# 日高信六郎
日高 信六郎（ひだか しんろくろう、1893年4月10日 - 1976年6月18日）は、日本の外交官。興亜院経済部長。登山家。駐イタリア、イタリア社会共和国大使、日本山岳会会長。

## 経歴

### 生い立ち
日本郵船社員であり、後に若松築港会社（後の若築建設）支配人を務めた高橋達の二男として、横浜市に生まれる。6歳の時、祖母の実家である福岡市の日高家の養子となる。福岡県立中学修猷館在学中に、九州の山々を一人で登山することを楽しみ、日本山岳会に入会。1915年第一高等学校英法科を首席で卒業し、1919年7月東京帝国大学法科大学政治学科を卒業。

### 外務省
1919年10月高等試験外交科試験に合格し、同年11月外務省に入省。1920年8月フランス大使館に配属され、1921年1月ユングフラウに登頂し、同年8月モンブランの日本人初登頂を成し遂げる。1922年12月スイス在勤、1923年3月同公使館三等書記官、1924年2月外務事務官・亜細亜局第二課、1924年12月亜細亜局第一課、1927年2月大使館三等書記官・フランス在勤となり、同年6月国際連盟事務局事務官としてパリに在勤となる。1928年6月二等書記官。
1933年3月中華民国・上海在勤、同5月総領事兼公使館一等書記官・南京在勤、1934年3月外務書記官・人事課長を経て、1937年4月南京の在華大使館参事官となり、盧溝橋事件に際しては、外務大臣広田弘毅の要請により、その不拡大のため国民政府外交部長の王寵恵との和平交渉を行う。その後、第二次上海事変に遭遇している。1938年3月上海総領事、同年12月興亜院経済部長、1940年4月在華大使館参事官となり、特派全権大使阿部信行の随員として、日華基本条約締結交渉に参与。1941年3月駐華特命全権公使に就任。

### イタリア大使
第二次世界大戦中の1942年10月駐イタリア特命全権大使に任命される。1943年7月には、失脚する直前のベニート・ムッソリーニと会談しており、ムッソリーニと最後に会った外交官とされている。
なお日本はイタリア社会共和国（サロ共和国）を承認したため、イタリア降伏後もイタリア社会共和国大使としての業務を継続したが、連合軍の接近により、1943年9月にはローマからヴェネツィアに大使館を移している。この際に日高は未来派詩人のフィリッポ・トンマーゾ・マリネッティを保護し、マリネッティの最後の詩の一つは日高に捧げられたものであった。マリネッティは日本軍飛行兵を讃えた「飛行詩人」という仏語詩も残している。
しかし更に連合軍が迫り、スイスへ逃亡を試みるも、スイスが入国を拒否したため、1945年5月伊瑞国境付近に進軍してきたアメリカ軍に捕らえられる。

### 大戦後
戦後、1946年3月アメリカを経由し帰国後は、公職追放のため外務省を退官し、実業界に移り民間企業の社長となる。1951年8月に公職追放が解かれると外務省に復帰し、1955年9月には外務省研修所長を務め、1959年6月退官。1958年10月日本山岳会会長に就任し、その後、日本国際連合協会常務理事、同副会長などを歴任する。

## 栄典
- 1940年（昭和15年）8月15日 - 紀元二千六百年祝典記念章[6]

## 家族[7]
- 妻　 日高澄子
- 長男 日高達太郎
- 長女 日高久子

## 著書
- 『朝の山残照の山』二見書房 1969

共編著
- 『ネパール・ヒマラヤ探検記録 ネパールと日本 1899-1966』川喜田二郎共編著 講談社 1967

### 翻訳
- ヂュゼッペ・マッチィニ『人間の義務 労働者の反省』国際出版 1948
- ギド・レイ『アルプスの黎明』世界山岳全集 朋文堂 1960